# Lijst van gemeentelijke monumenten in Wijk bij Duurstede
De gemeente Wijk bij Duurstede heeft 43 gemeentelijke monumenten. Hieronder een overzicht. 

## Cothen
De plaats Cothen kent 12 gemeentelijke monumenten:
| Object                                                                                  | Bouwjaar                     | Architect         | Locatie                              | Coördinaten                   | Nr.     | Afbeelding                                                                              |
| --------------------------------------------------------------------------------------- | ---------------------------- | ----------------- | ------------------------------------ | ----------------------------- | ------- | --------------------------------------------------------------------------------------- |
| Arbeiderswoning, 1 woonlaag (blok)                                                      | 1850-1900                    |                   | Ambachtspad 8                        | 51° 59' 51" NB, 5° 18' 49" OL | 0352/1  | Arbeiderswoning, 1 woonlaag (blok)                                                      |
| Arbeiderswoning met werkplaats en houten schuur                                         | 1917                         |                   | Ambachtspad 16                       | 51° 59' 53" NB, 5° 18' 46" OL | 0352/2  | Meer afbeeldingen                                                                       |
| Krukhuisboerderij Cloetingshofstede, hooiberg, zomerhuis annex bakhuis en houten schuur | circa 1700, in 1890 verbouwd |                   | Caspargauw 8                         | 52° 0' 7" NB, 5° 15' 52" OL   | 0352/3  | Meer afbeeldingen                                                                       |
| Woonhuis annex cafetaria                                                                | 1881                         |                   | Dorpsstraat 19-21                    | 51° 59' 49" NB, 5° 18' 46" OL | 0352/4  | Woonhuis annex cafetaria                                                                |
| School (voormalig)                                                                      | 1850-1900                    |                   | Dorpsstraat 30-30A                   | 51° 59' 49" NB, 5° 18' 48" OL | 0352/5  | School (voormalig)                                                                      |
| Langhuisboerderij De Zeven Morgen en bakhuis                                            | 1927                         |                   | Graaf van Lynden van Sandenburgweg 3 | 51° 59' 59" NB, 5° 18' 46" OL | 0352/6  | Langhuisboerderij De Zeven Morgen en bakhuis                                            |
| R.K. Petrus en Pauluskerk in neogotische stijl                                          | 1906                         | Wolter te Riele   | Kerkweg 7                            | 51° 59' 56" NB, 5° 18' 36" OL | 0352/7  | Meer afbeeldingen                                                                       |
| Sluiscomplex                                                                            | 1870                         |                   | Kerkweg bij 24                       | 51° 59' 58" NB, 5° 18' 31" OL | 0352/11 | Meer afbeeldingen                                                                       |
| R.K. Begraafplaats (aanleg), grafkapel en hek in neogotische stijl; rechtlijnige aanleg | 1857;1903                    |                   | Kerkweg Ong.                         | 51° 59' 57" NB, 5° 18' 33" OL | 0352/10 | R.K. Begraafplaats (aanleg), grafkapel en hek in neogotische stijl; rechtlijnige aanleg |
| Woonhuis                                                                                | 1898                         | Gier, C.P.B.J. de | Kerkweg 11                           | 51° 59' 57" NB, 5° 18' 32" OL | 0352/9  | Woonhuis                                                                                |
| Langhuisboerderij De Nieuwe Winkel met schuur en kapberg                                |                              |                   | Nachtdijk 1                          | 51° 59' 49" NB, 5° 15' 3" OL  | 0352/12 | Langhuisboerderij De Nieuwe Winkel met schuur en kapberg                                |
| Pastorie in Invloed van neogotiek stijl                                                 | 1906                         |                   | Rozenplantsoen 17                    | 51° 59' 56" NB, 5° 18' 36" OL | 0352/8  | Meer afbeeldingen                                                                       |

## Langbroek
De plaats Langbroek kent 12 gemeentelijke monumenten:
| Object                                                               | Bouwjaar  | Architect | Locatie                   | Coördinaten                   | Nr.     | Afbeelding                                                           |
| -------------------------------------------------------------------- | --------- | --------- | ------------------------- | ----------------------------- | ------- | -------------------------------------------------------------------- |
| Begraafplaats (aanleg), baarhuisje, hek en grafmonumenten            |           |           | Brink bij 8               | 52° 0' 41" NB, 5° 19' 39" OL  | 0352/13 | Begraafplaats (aanleg), baarhuisje, hek en grafmonumenten            |
| School (Hervormd Centrum sinds 1974)                                 |           |           | Brink 10                  | 52° 0' 40" NB, 5° 19' 37" OL  | 0352/14 | School (Hervormd Centrum sinds 1974)                                 |
| Dorpspomp                                                            | 1893      |           | Brink ong.                | 52° 0' 40" NB, 5° 19' 37" OL  | 0352/15 | Dorpspomp                                                            |
| Gereformeerde zaalkerk                                               | 1910      |           | Cotherweg 25              | 52° 0' 35" NB, 5° 19' 26" OL  | 0352/16 | Gereformeerde zaalkerk                                               |
| Arbeiderswoning, 1 1/2 woonlaag (dubbel)                             | 1897      |           | Cotherweg 27-29           | 52° 0' 35" NB, 5° 19' 26" OL  | 0352/17 | Arbeiderswoning, 1 1/2 woonlaag (dubbel)                             |
| Woonhuis                                                             | 1875-1900 |           | Doornseweg 2-4            | 52° 0' 41" NB, 5° 19' 34" OL  | 0352/43 | Woonhuis                                                             |
| Langhuisboerderij Het Boompje en aangebouwde schuur                  | 1912      |           | Gooyerdijk 17             | 52° 0' 43" NB, 5° 21' 31" OL  | 0352/18 | Langhuisboerderij Het Boompje en aangebouwde schuur                  |
| Dwarshuisboerderij annex café/gemeentehuis                           | 1825-1875 |           | Langbroekerdijk A 59-61   | 52° 0' 39" NB, 5° 19' 36" OL  | 0352/19 | Dwarshuisboerderij annex café/gemeentehuis                           |
| Dwarshuisboerderij De Lindeboom met koetshuis annex veeschuur en hek | 1800-1900 |           | Langbroekerdijk A 137-139 | 52° 1' 1" NB, 5° 18' 16" OL   | 0352/20 | Dwarshuisboerderij De Lindeboom met koetshuis annex veeschuur en hek |
| Gemeente School                                                      | 1907      |           | Langbroekerdijk B 15      | 51° 59' 28" NB, 5° 22' 60" OL | 0352/21 | Gemeente School                                                      |
| Pastorie (voormalig)                                                 |           |           | Langbroekerdijk B 28      | 52° 0' 25" NB, 5° 20' 32" OL  | 0352/22 | Pastorie (voormalig)                                                 |
| Onderwijzerswoning met school (nu garage)                            | 1861      |           | Langbroekerdijk B 17      | 51° 59' 28" NB, 5° 23' 0" OL  | 0352/42 | Onderwijzerswoning met school (nu garage)                            |

## Wijk bij Duurstede
De plaats Wijk bij Duurstede kent 19 gemeentelijke monumenten:
| Object                                                               | Bouwjaar        | Architect                      | Locatie                                | Coördinaten                   | Nr.     | Afbeelding                                                 |
| -------------------------------------------------------------------- | --------------- | ------------------------------ | -------------------------------------- | ----------------------------- | ------- | ---------------------------------------------------------- |
| Stadsboerderij met schuur                                            | 1495 in de kern |                                | Achterstraat 18                        | 51° 58' 22" NB, 5° 20' 38" OL | 0352/23 | Stadsboerderij met schuur                                  |
| Woonhuis, bakkerij met (boven)woningen                               |                 |                                | Dijkstraat 3                           | 51° 58' 15" NB, 5° 20' 54" OL | 0352/24 | Woonhuis, bakkerij met (boven)woningen                     |
| Dubbel woon-winkelpand                                               | 1800-1900       |                                | Dijkstraat 16                          | 51° 58' 13" NB, 5° 20' 53" OL | 0352/25 | Dubbel woon-winkelpand                                     |
| School en hek, kerkelijk centrum Open Hof                            |                 |                                | Kerkstraatje 4 / Klooster Leuterstraat | 51° 58' 21" NB, 5° 20' 47" OL | 0352/26 | Meer afbeeldingen                                          |
| Transformatorhuisje                                                  |                 |                                | Klooster Leuterstraat 22t              | 51° 58' 21" NB, 5° 20' 48" OL | 0352/27 | Transformatorhuisje                                        |
| Voormalig R.K. Jongensschool met erfafscheiding (links)              | 1890            |                                | Klooster Leuterstraat 24               | 51° 58' 21" NB, 5° 20' 50" OL | 0352/28 | Voormalig R.K. Jongensschool met erfafscheiding (links)    |
| Onderwijzerswoning                                                   | 1800-1900       |                                | Klooster Leuterstraat 26               | 51° 58' 21" NB, 5° 20' 50" OL | 0352/29 | Onderwijzerswoning                                         |
| Pakhuis                                                              | 1853            |                                | Klooster Leuterstraat 28               | 51° 58' 21" NB, 5° 20' 50" OL | 0352/30 | Pakhuis                                                    |
| Klooster in Neogotische stijl Liefde- of Lambertusgesticht           | 1899            | Alfred Tepe                    | Klooster Leuterstraat 31-01/-09        | 51° 58' 22" NB, 5° 20' 49" OL | 0352/31 | Klooster in Neogotische stijl Liefde- of Lambertusgesticht |
| R.K. St. Johannes de Doperkerk, pseudo-basiliek in neogotische stijl | 1907, 1937      | Riele Gzn, W. ter;Vosman, A.J. | Klooster Leuterstraat 35               | 51° 58' 22" NB, 5° 20' 49" OL | 0352/32 | Meer afbeeldingen                                          |
| Hekken                                                               |                 |                                | Klooster Leuterstraat bij 35-37        | 51° 58' 21" NB, 5° 20' 52" OL | 0352/34 | Hekken                                                     |
| Pastorie, sokkel (voor zonnewijzer)                                  |                 |                                | Klooster Leuterstraat 37               | 51° 58' 22" NB, 5° 20' 50" OL | 0352/33 | Upload foto                                                |
| Kloostermuur                                                         |                 |                                | Klooster Leuterstraat bij 37           | 51° 58' 20" NB, 5° 20' 52" OL | 0352/35 | Upload foto                                                |
| Woon-winkelpand                                                      | 1900            |                                | Markt 6                                | 51° 58' 23" NB, 5° 20' 42" OL | 0352/36 | Woon-winkelpand                                            |
| Boerderij, schuur en hek in Eclecticisme stijl                       | 1850-1900       |                                | Middelweg Oost 1                       | 51° 58' 46" NB, 5° 20' 4" OL  | 0352/37 | Meer afbeeldingen                                          |
| Dubbel woonhuis in Neorenaissance, Hollands stijl                    | 1899            |                                | Oeverstraat 1-3                        | 51° 58' 19" NB, 5° 20' 53" OL | 0352/38 | Dubbel woonhuis in Neorenaissance, Hollands stijl          |
| Woon-winkelpand                                                      |                 |                                | Oeverstraat 4                          | 51° 58' 18" NB, 5° 20' 51" OL | 0352/39 | Woon-winkelpand                                            |
| Begraafplaats                                                        |                 |                                | Steenstraat 6                          | 51° 58' 29" NB, 5° 20' 37" OL | 0352/40 | Begraafplaats                                              |
| Woonhuis                                                             | 1800-1900       |                                | Volderstraat 24                        | 51° 58' 18" NB, 5° 20' 40" OL | 0352/41 | Woonhuis                                                   |